# UGC 54
UGC 54 es una galaxia espiral localizada en la constelación de Andrómeda.